# 淮剧
淮剧是源自中国江苏省江淮地區的戏剧，主要流行于淮安、盐城、泰州、扬州等地，在上海、安徽等省市也有一定的影响。唱腔朴实。淮剧的語言是以淮語洪巢片建湖話音系爲基礎。
淮剧已经形成如下20個韻部：
- 四声韵部14个，即爬沙、婆娑、图书、愁收、乔梢、开怀、齐西、谈山、田仙、辰生、琴心、垂灰、常商、蓬松。实际运用中，通常将“辰生”和“琴心”混合使用。14个四声韵中，阴平、阳平字因在唱词中专用于下句，故称为下韵；上声、去声字专用于上句，则称之为上韵。

- 入声韵部6个，即霍托、活泼、六足、黑特、邋遢、錫铁。入声不分上、下，习惯称之为“一字韵”。

目前有16个公有淮剧团，分布在江苏省淮安、盐城、泰州、扬州、建湖、阜宁、射阳、滨海、大丰、涟水、兴化、泰兴、宝应等市、县。以及上海市。江苏省淮剧团设于盐城市。

## 外部連結
- 淮劇 《宋十回》（3之1） （页面存档备份，存于），光復江淮劇團1981年於國立藝術館演出，呂炳川錄製，臺灣音樂館典藏
- YouTube上的夢想微劇場 第三季（15）淮劇專場 "淮劇公主"陳澄精彩上演《蘇秦六國封相》《一鳴驚人》 20180824，內有《蘇秦六國封相》、《劉二姐趕會》、《孟姜女》 、《小鎮》等劇片段